# Julijan Radionov
Julijan Radionov (en bulgare : Юлиян Радионов), né le 1er juillet 1979, à Bourgas, en Bulgarie, est un joueur bulgare de basket-ball. Il évolue au poste de meneur.

## Palmarès
- Coupe de Bulgarie 2002, 2003, 2004